# Нельсон Чельє
Нельсон Чельє (ісп. Nelson Chelle, 18 травня 1931 — 17 грудня 2001) — уругвайський баскетболіст.
Бронзовий призер Олімпійських Ігор 1956 року, учасник 1960 року.